# كارابيلي
كارابيلي (بالإيطالية: Carapelle)‏ هي بلدية في مقاطعة فودجا في إقليم بوليا الإيطالي.

## السكان
في سنة 1861 بلغ عدد السكان 701 نسمة، وتطور العدد ليصل في سنة 2011 لـ 6٬524 نسمة.
يظهر هذا المخطط البياني تطور النمو السكاني لـ كارابيلي